# La Doma
|  | Aquest article tracta sobre una església romànica de la Garriga (Vallès Oriental). Vegeu-ne altres significats a «Doma (desambiguació)». |

La Doma és un conjunt d'edificis romànics-gòtics del municipi de la Garriga (Vallès Oriental) format per l'antiga església parroquial de Sant Esteve de la Garriga, la domeria i el cementiri. El conjunt és una obra inclosa en l'Inventari del Patrimoni Arquitectònic de Catalunya.

## Descripció
L'edifici religiós mostra unes sèries de construccions de diverses èpoques que no s'han vist alterades des del 1685, llevat de la restauració de 1957-1959, promoguda per l'erudit i historiador local Josep Maurí i Serra, que li retornà l'estampa exterior primitiva, suprimint tota una sèrie d'afegits. Primitivament d'una sola nau, romànica, s'hi afegí, sembla que al segle xv, el campanar d'estructura piramidal. A aquesta nau central, amb absis rectangular i coronada de merlets, que li dona un aire de fortalesa, s'afegí al primer quart del segle xvi una capella lateral a la banda de nord. Les obres més importants de modificació foren les d'afegir la nau de migjorn i la portalada.
L'església és un edifici de planta rectangular de tres naus sense absis. La nau central, coberta amb volta apuntada, és la part romànica de l'edifici. La nau lateral dreta data del segle xvi, consta de tres trams coberts amb volta de creueria i clau al centre. Les nervadures de la volta descansen en un costat sobre mènsules esculpides amb caps d'àngels i en l'altre sobre columnes poligonals. La decoració de les claus de volta és diferent i contenen: un escut de Catalunya, una imatge de santa Caterina i la tercera, sant Antoni Abat. Al costat esquerre de la nau central hi ha una capella de la primera meitat del segle xvi finançada per les confraries dels immigrants -majoritàriament occitans- que van venir a Catalunya a començaments del segle xvi. Feta en estil gòtic català, la coberta és amb volta de creueria recolzada sobre mènsules amb la representació dels quatre evangelistes. La clau de volta té una imatge de sant Jaume, a qui s'encomanen els viatgers, rodejat d'una garlanda de fruits, simbolitzant la prosperitat que esperaven obtenir a la terra d'adopció.
La sagristia també té una volta nervada i una clau amb la inscripció IHS. Damunt la sagristia hi havia hagut l'antiga mongia. A ponent de la nau es troba el cor recolzat sobre un arc rebaixat que acaba en permòdols.
La portalada d'accés és una obra gòtica de Bertran Felip acabada el 1563. És d'arc apuntat amb caps d'angelets i monstres a les impostes. A l'extradós hi figuren motius florals i flames. El campanar, del segle xvi, és situat a llevant i és de planta quadrada amb coberta piramidal de teula. Té dues obertures amb arc de mig punt resultat de l'aprofitament de l'espadanya romànica. A l'extrem sud-oest hi ha un comunidor, també del segle xvi, de planta quadrada i coberta sobre pilastres.

## Història
La primera referència documental és el testament del 966 del comte Miró I de Barcelona, fill del comte Sunyer I.
L'edifici romànic original estava format per una única nau que actualment és la central, amb una nau gòtica a cada costat datades en 1559 i 1561 segons apareix a la inscripció de la porta de la sagristia: "Any 1560- Sagismon Blancafort-Pere Pelliser-Toni Rossello-obrers". Al segle xviii es va afegir unes sales en un pis superior. En la restauració feta entre 1957-1959 impulsada per Josep Maurí i Serra es van eliminar les construccions afegides, es restaurà el comunidor i s'alliberà el campanar.
L'església era servida per tres domers, d'on deriva el seu nom. Va ser seu de la parròquia fins al 1737, data en què es consagrà la nova església barroca construïda a l'altre costat del riu Congost en l'àrea de creixement de la població a tocar del camí ral (actual carrer dels Banys). Fou construïda per francesos immigrats i dedicada inicialment a Sant Jaume. Conserva, entre d'altres, un magnífic retaule gòtic de la fi del segle xv dedicat a Sant Esteve protomàrtir, del taller de Vergós.
Aquesta doble parròquia generà alguns problemes i el 1860 el bisbe Palau declarà la Doma ajudantia de l'actual parròquia. A la segona meitat del segle xix entrà en vigor la nova llei de cementiris i el que hi havia a la nova església parroquial del nucli urbà es traslladà davant de la Doma, esdevenint el cementiri municipal.

### Retaules
A la nau central hi ha l'interessant retaule gòtic de Sant Esteve Protomàrtir, dedicat al patró de la població. Data del període comprès entre el 1492 i el 1500 i s'atribueix a l'escola pictòrica dels Huguet-Vergós. També conserva l'anomenat retaule del Roser dedicat a la Verge del Roser, d'estil plateresc, un banc del segle xvii per a seure el batlle i els jurats, una pica beneitera d'alabastre del segle xv i una pica baptismal del segle xvi.

### Cementiri
El cementiri municipal es troba dins del recinte de la Doma. L'accés -independent del de l'església- és una portalada obra d'en Joaquim Raspall del 1905 amb un arc carpanell amb totxo a plec de llibre amb una petita cornisa rematada per una creu.
Com succeí en altres localitats, els personatges que havien format part d'elit social a començaments del segle xx, varen fer construir panteons amb una arquitectura entre modernista i neo-gòtica. A la Doma destaquen el panteó de Maria Esturgó, única obra funerària de Joaquim Raspall amb una destacable obra de forja a la porta i als canelobres laterals; i el panteó de la família Fargas, obra d'Emili Sala Cortés, autor de l'edifici preexistent reformat per Gaudí per fer la Casa Batlló. Aquest panteó, d'estil neogòtic amb rosasses, traceries, gablets i gàrgoles, és molt visible quan s'observa el conjunt monumental, reforçant el seu aire medieval. Originalment, tenia una cúpula amb ceràmica vidriada i a sobre de la figura d'un àngel. Actualment és un sostre a dues aigües.
Entre els personatges sebollits al cementiri de la Doma hi ha l'arquitecte Joaquim Raspall, Josep Maurí, Joan Martí i Viñolas, el músic Manuel Blancafort i de Rosselló i l'editor Germán Plaza Pedraz.

## Galeria

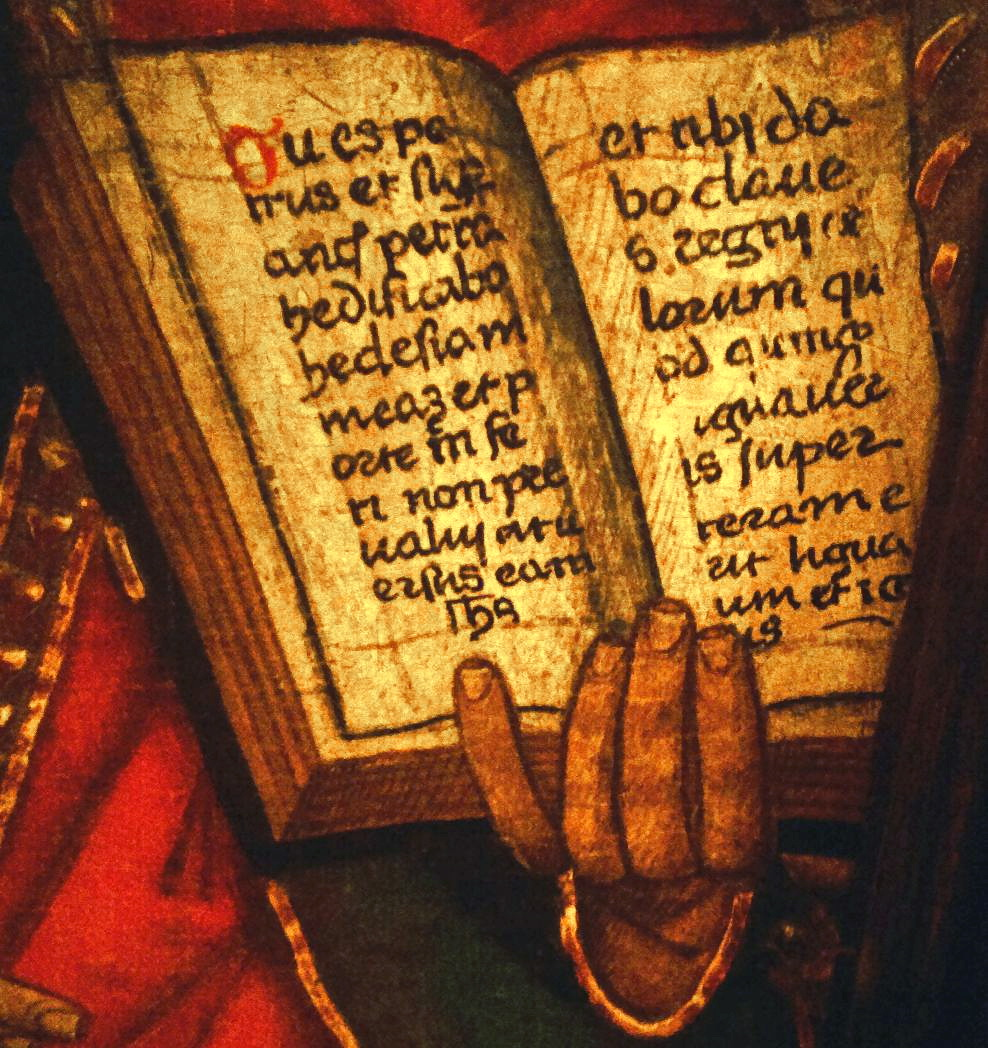
Detall del retaule de Sant Esteve. Mateu 16:18-19.[a] Vulgata.
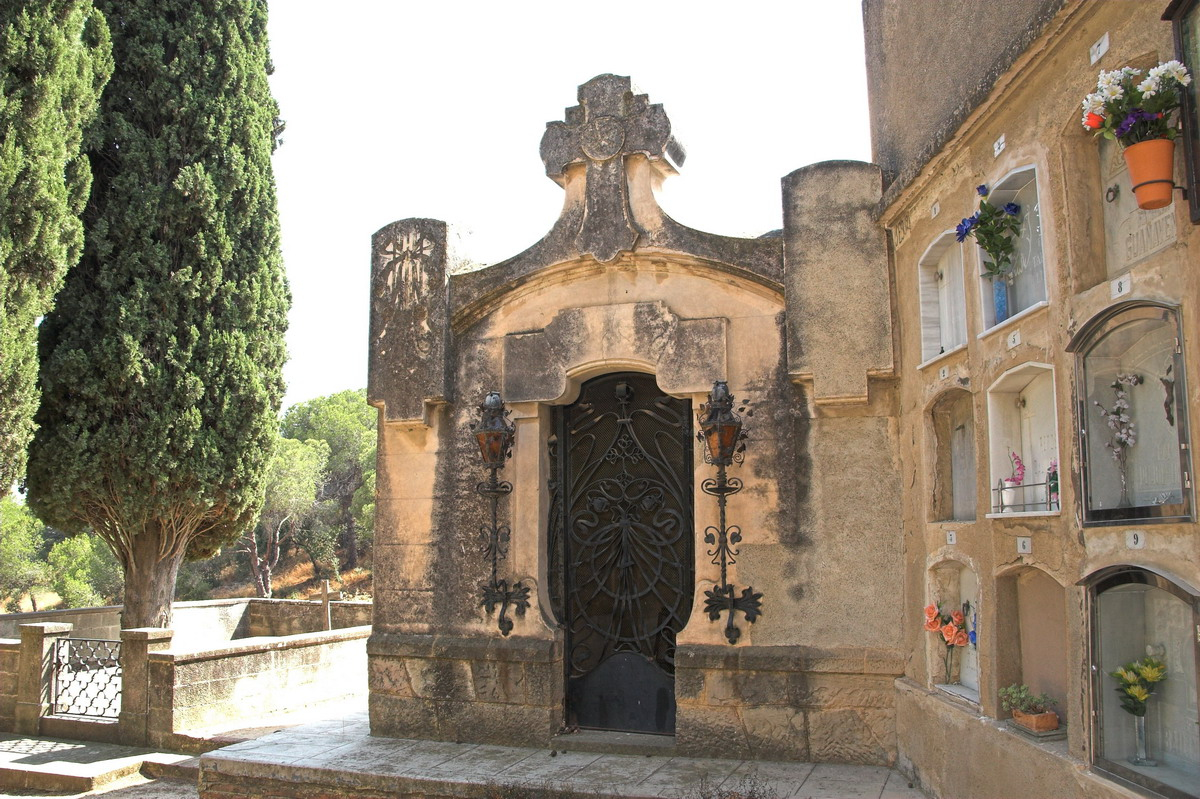
Panteó de Maria Esturgó, obra de Joaquim Raspall. 1904
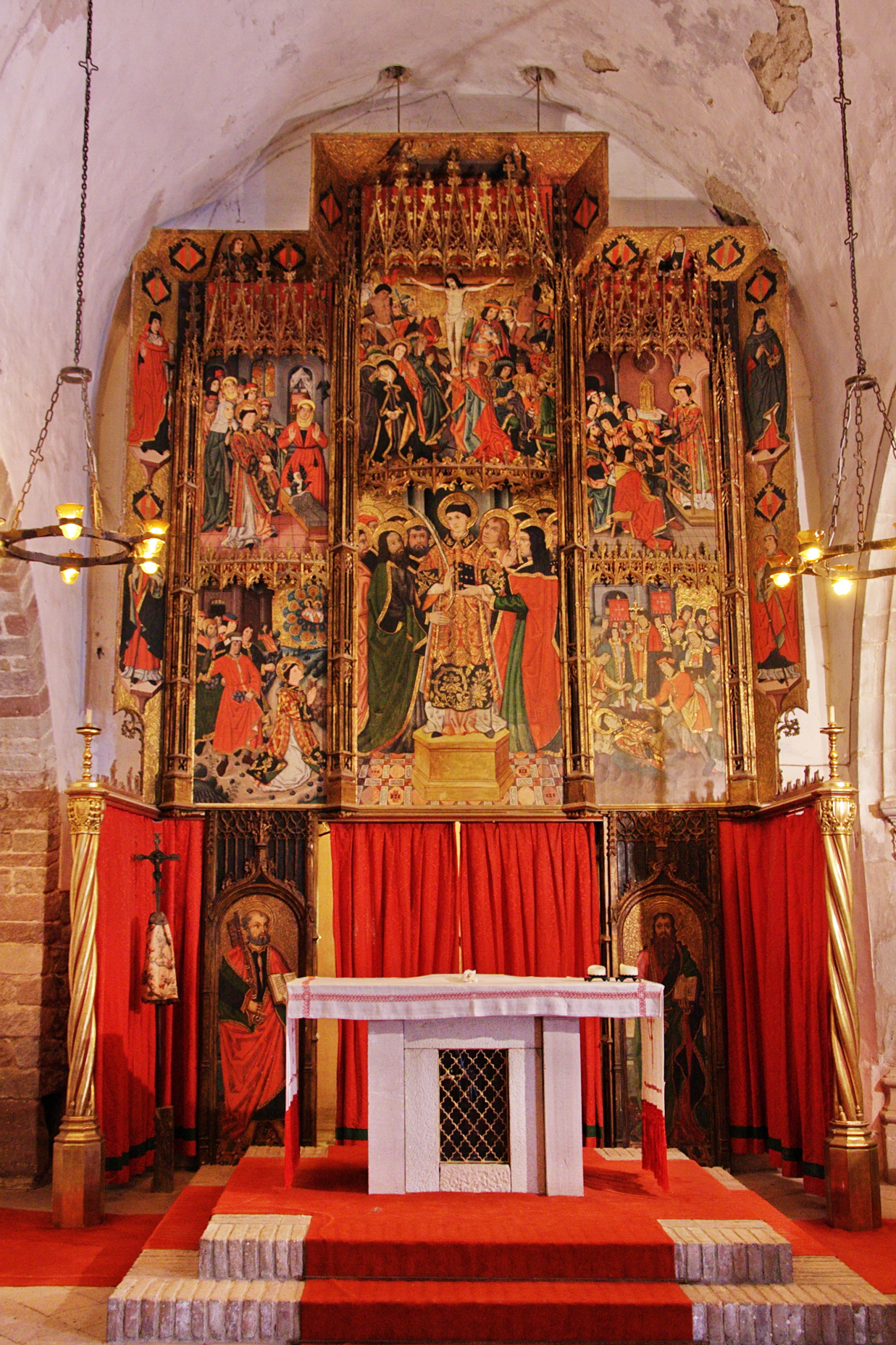
Retaule de Sant Esteve, taller Vergós
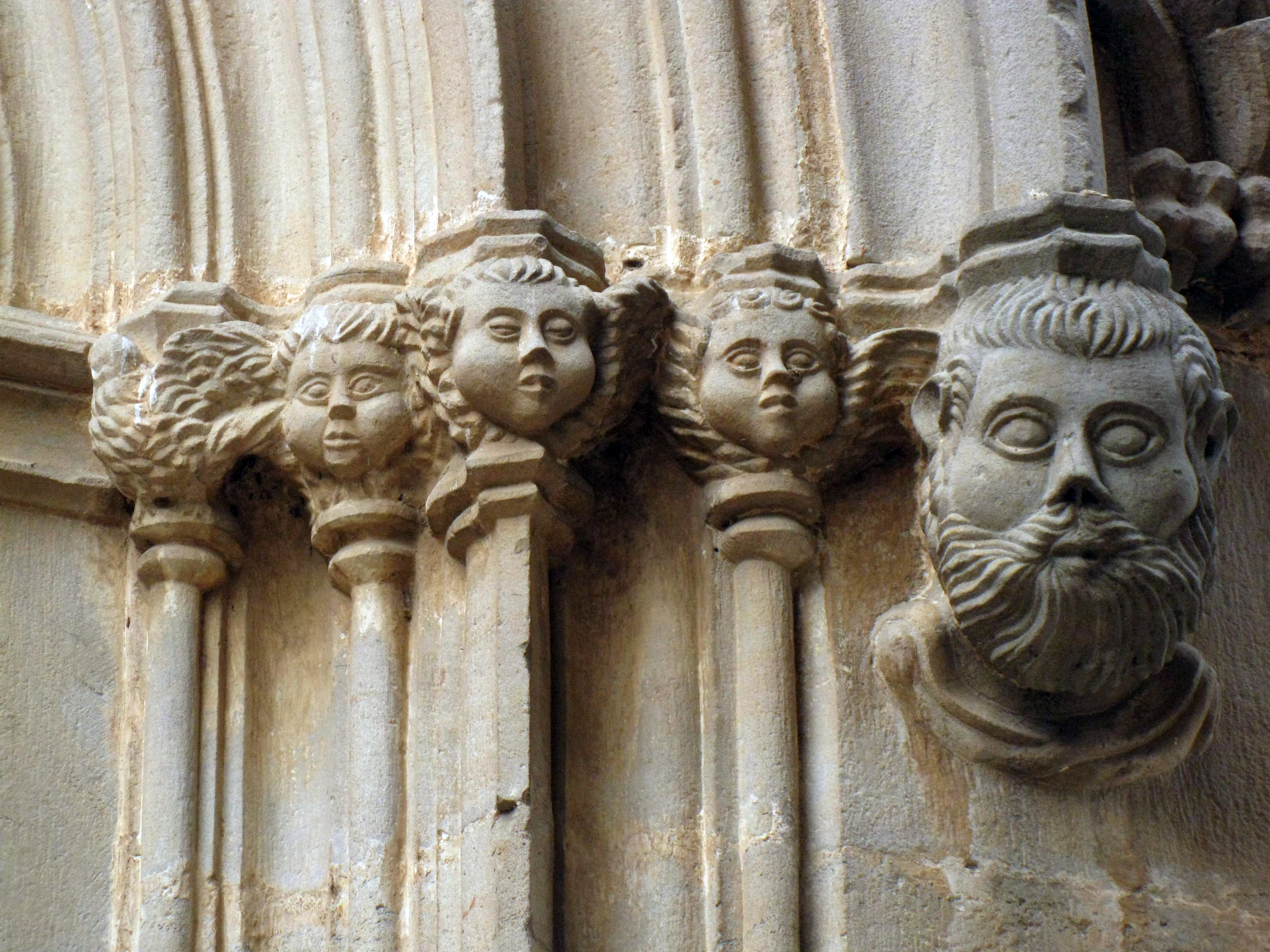
Detall de la portalada
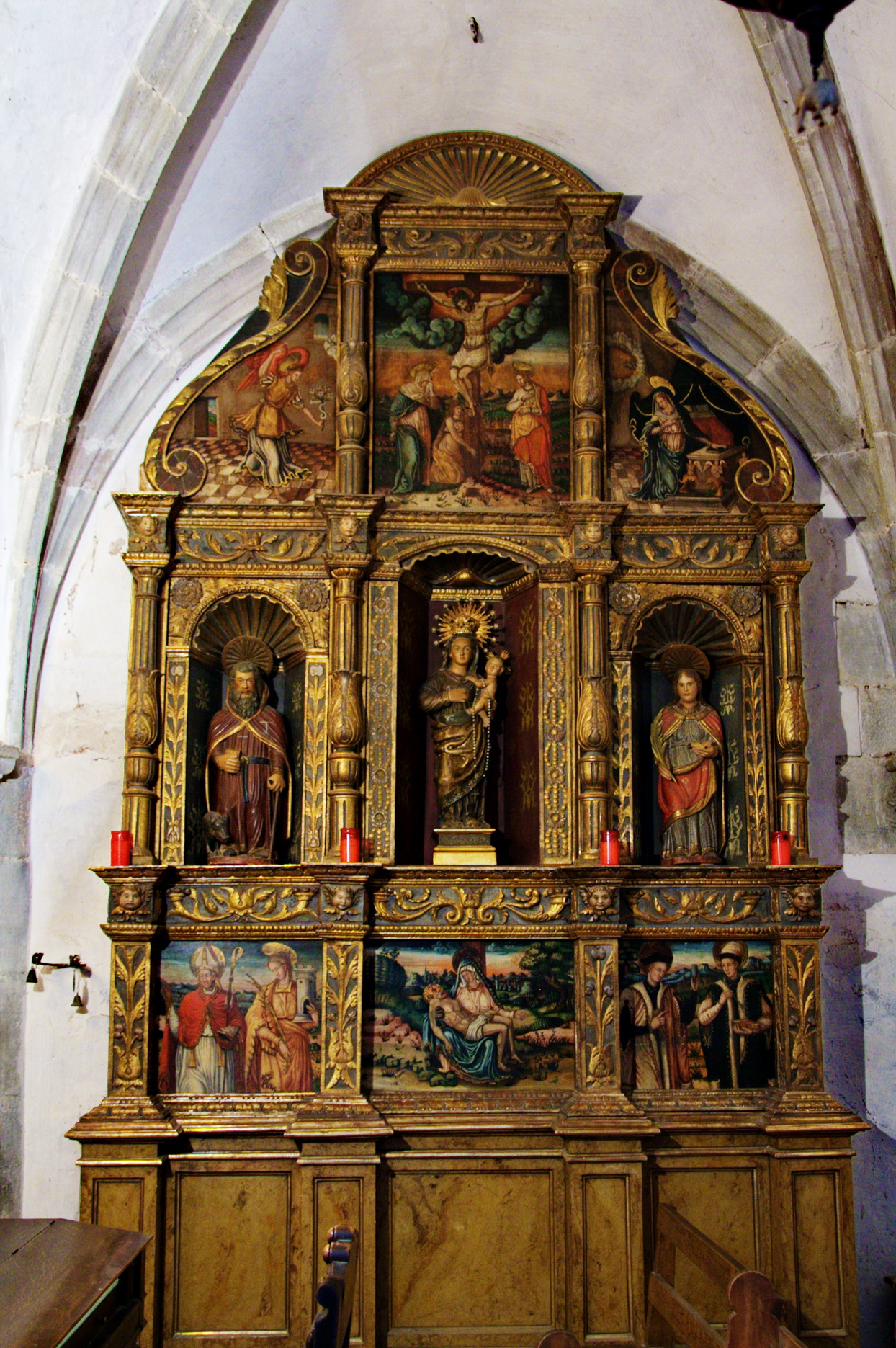
Retaule del Roser
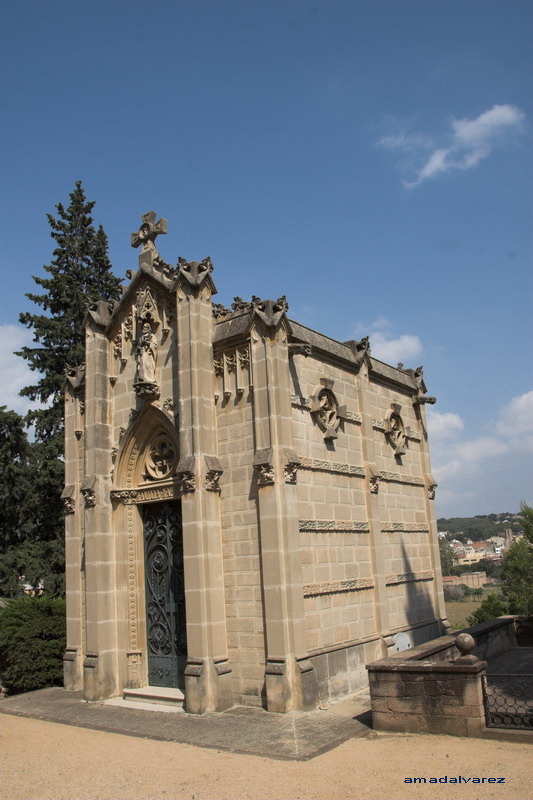
Panteó de la família Fargas, obra d'Emili Sala Cortés
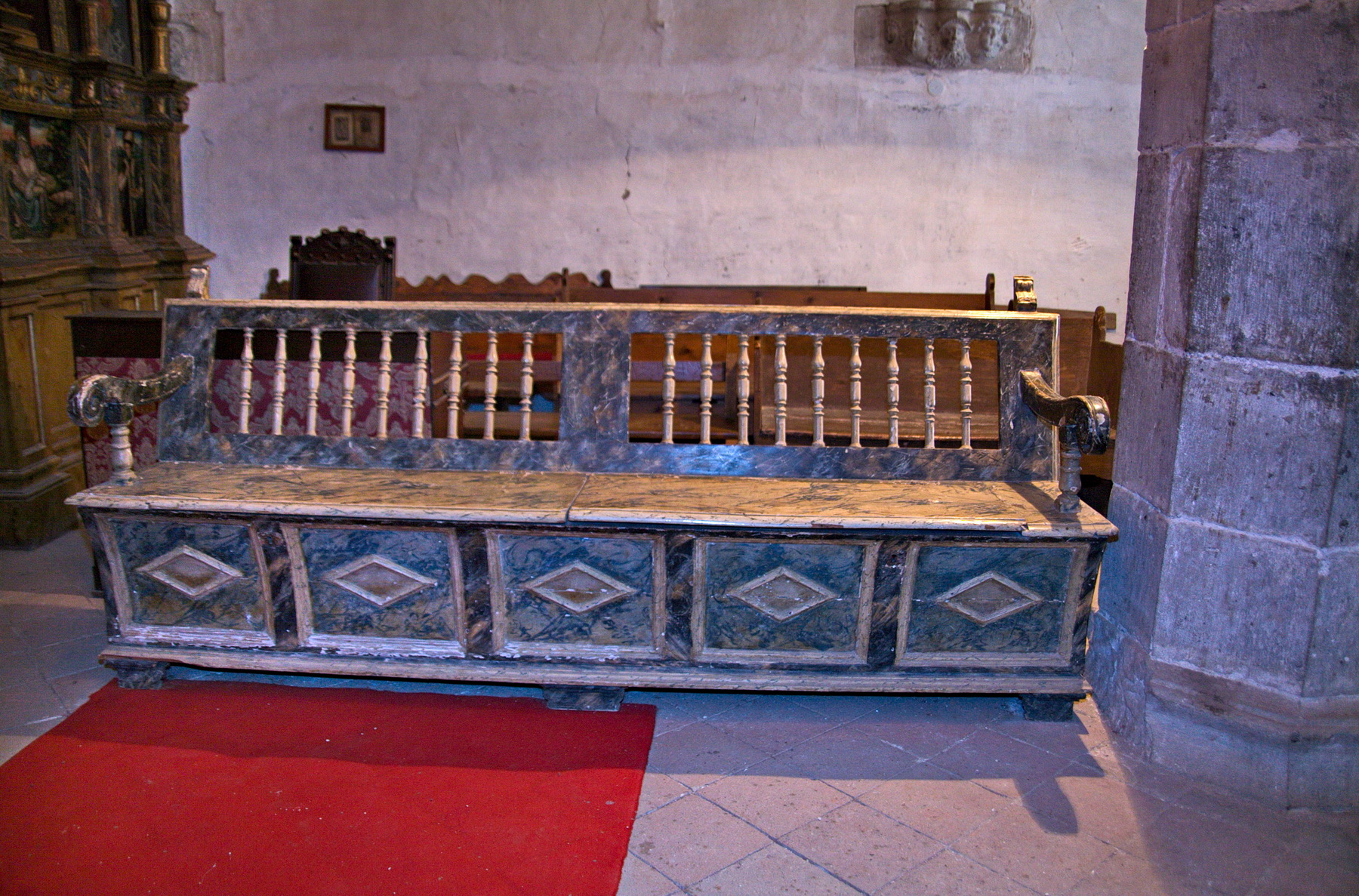
Banc del segle xvii per al batlle
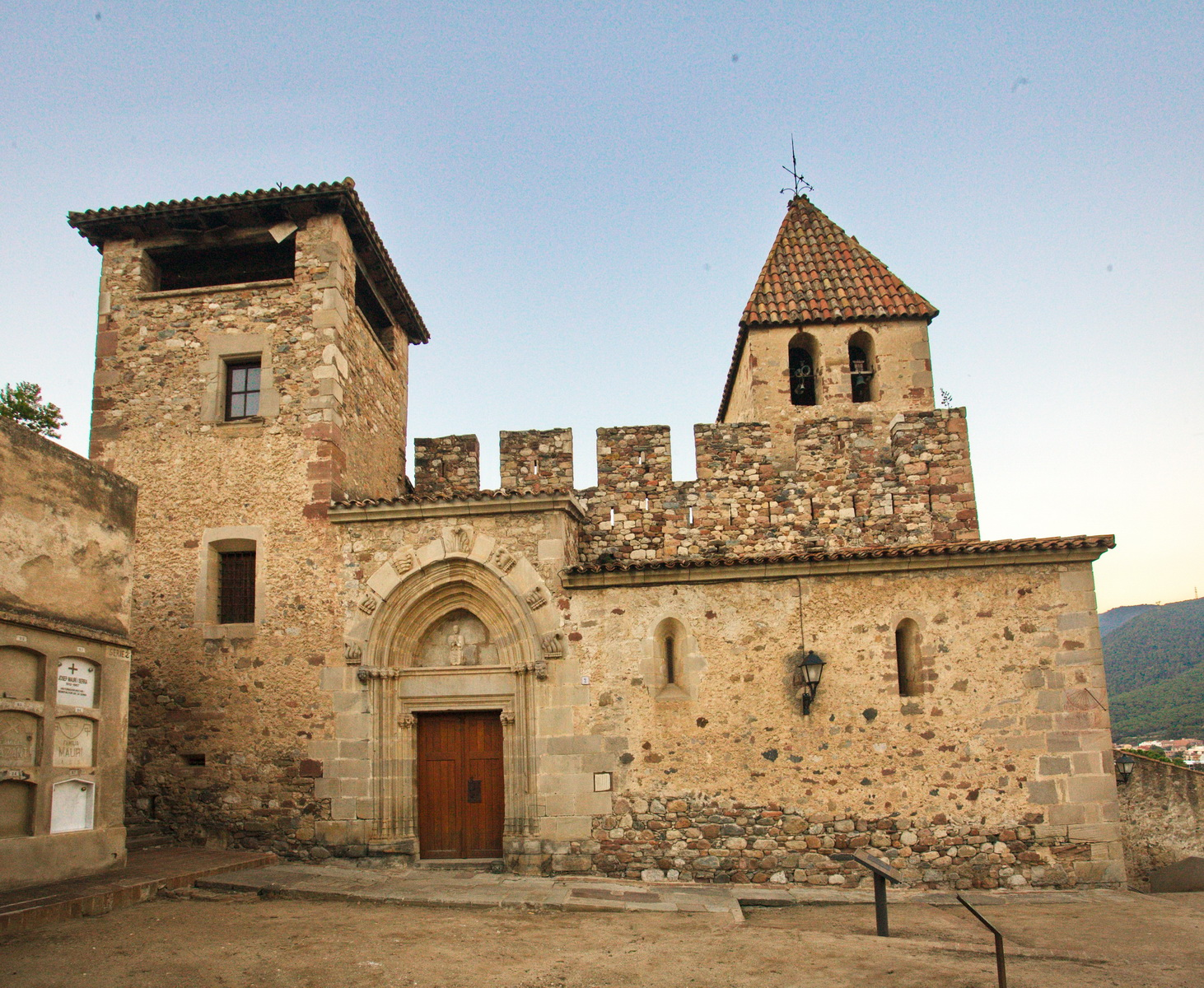
Façana principal totalment visible després de la caiguda del xiprer centenari que tenia davant la portalada
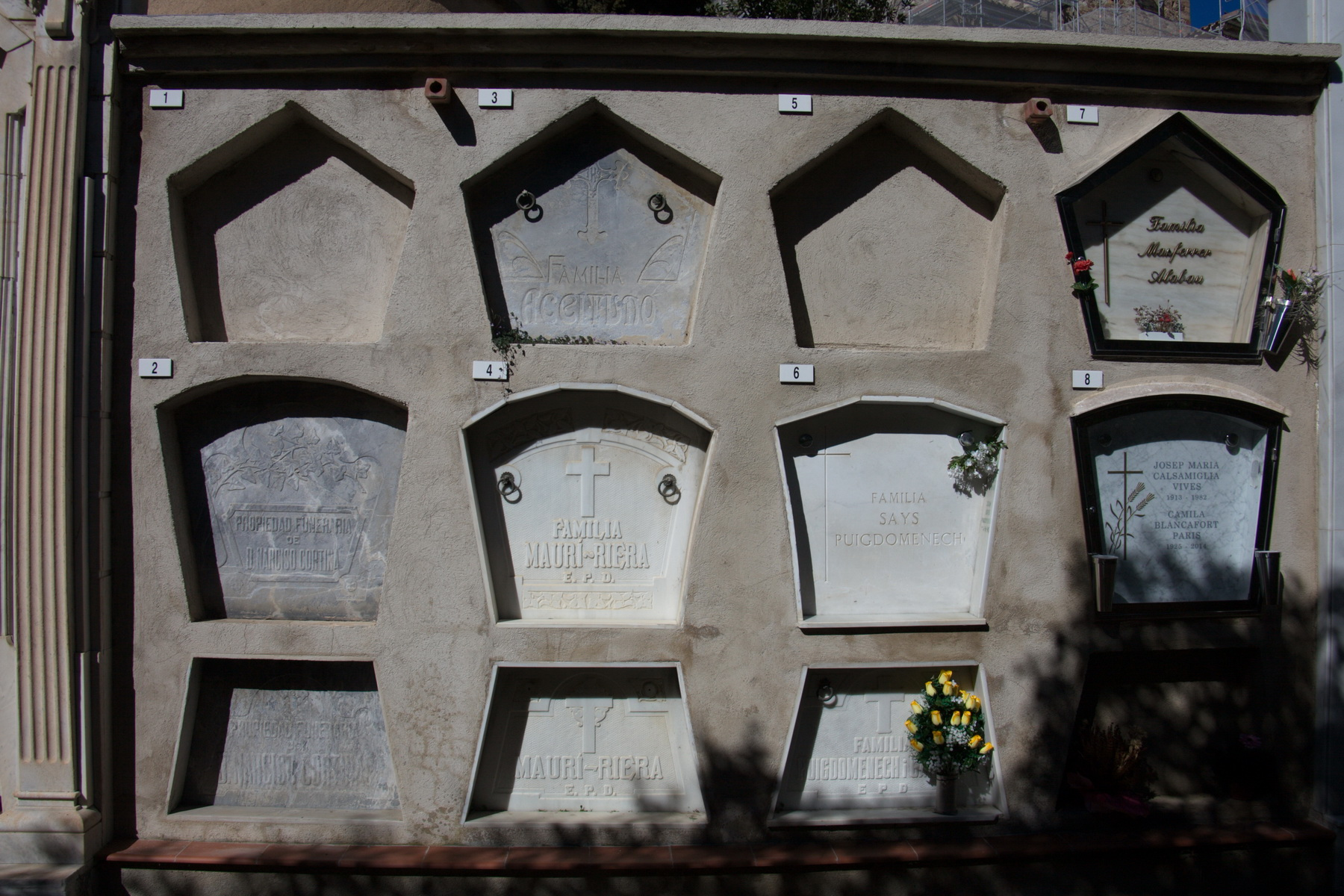
Làpides multiformes, un fet singular
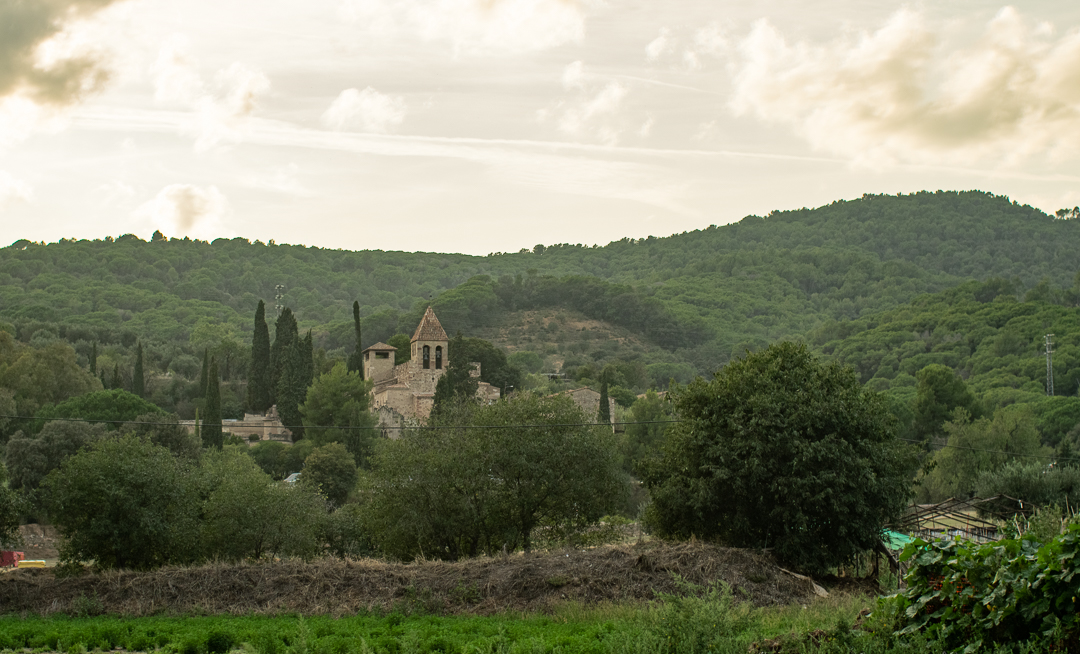
La Doma des del riu Congost